# Hot Tuna
Hot Tuna är ett amerikanskt bluesrockband som grundades av basisten Jack Casady och gitarristen Jorma Kaukonen som en spin-off till det psykedeliska rockbandet Jefferson Airplane. De spelar akustiska och elektriska versioner av originala och traditionella blueslåtar.

## Historia
Hot Tuna började som förband till Jefferson Airplane under det sena 1960-talet vilket gav Casady och Kaukonen en möjlighet att utforska sin kärlek till den traditionella bluesmusiken. Under det tidiga 1970-talet då slutet var nära för Jefferson Airplane bestämde sig Casaday och Kaukonen för att använda allt mer tid på bandet och gjorde Hot Tuna till en självständig grupp. 
Deras tidiga repertoar härstammade framförallt från amerikanska bluesartister såsom Rev. Gary Davis, Jelly Roll Morton, Bo Carter och Arthur Blake. De startade som en duo men inför första albumet som spelades in live på the New Orleans House i Berkeley hösten 1969 bidrog även Will Scarlett på munspel. På albumets tredje spår, "Uncle Sam Blues" kan man höra ett ölglas kraschas mot golvet. 
Albumet följdes upp av en lång serie av väl mottagna album som främst uppskattades av en liten men hängiven skara anhängare. Bortsett från ett sexårigt uppbrott efter 1978 har Hot Tuna fortsatt att uppträda ända tills idag och de håller fortfarande samma stil musikmässigt som när de först började. 
Efter det akustiska debutalbum bestämde sig Hot Tuna för att börja spela elektriskt vilket gav plats för Casady och Kaukonens bandkollegor från Jefferson Airplane; Marty Balin och Joey Covington på sång respektive trummor. Dock höll inte den konstellationen länge och Casady och Kaukonen återvände under en kort tid till akustisk musik. Under hösten 1970 återvände de till den elektriska musiken och backades upp av violinisten Papa John Creach, som tidigare arbetat med Jefferson Airplane, och trumslagaren Sammy Piazza. Banduppställningen spelade in albumet First Pull Up, Then Pull Down live på Chateau Liberte i Los Gatos, Kalifornien som släpptes 1971. Albumet följdes upp med studioalbumen Burgers (1972) och The Phosphorescent Rat (1973). Dessa två album bestod till största del av originalsånger skrivna av Kaukonen och anses vara bland hans bästa och mest poetiska texterna. På spåret "Highway Song" från Burgers kan David Crosby höras och keyboardspelaren Nick Buck gjorde sitt första framträdande på gruppens skivor. 
Året 1974 markerade en avvikelse från bandets tidigare bluesiga och akustiska stil då Hot Tuna övergick till ett tyngre rocksound. Albumen America's Choise (1975), Yellow Fever (1975) och Hoppkorv (1976) uppvisar en powertrio men nya trumslagaren Bob Steeler. Denna trilogi är ofta kallad deras "rampage years", det vill säga "raseriåren" vilket syftar på den hårdare musiken. Liveshowerna under dessa år innehöll ofta långa improvisationer och förlängda varianter av studioversionerna och konserterna kunde hålla på upp till sex timmar utan avbrott. 
Efter utgivandet av livealbumet Double Dose 1978 och samlingsalbumet Final Vinyl 1979 gick Casady och Kaukonen skilda vägar för att ägna sig åt karriärer i new wave-banden SVT och Vital Parts. De återförenades som Hot Tuna i mitten av 1980-talet med gitarristen och producenten Michael Falzarano. Det första albumet med helt nytt material efter uppbrotten släpptes 1990, Pair a Dice Found. 
Under 1990-talet har Hot Tuna varierat mellan att spela akustiskt och elektriskt. De två Sweetwater-albumen var i stort sett akustiska med gäster såsom Bob Weir från Grateful Dead, sångerskan Maria Muldaur och Pete Sears, tidigare keyboardist i Jefferson Starship. 1997 gavs Live in Japan ut och albumet bar tydliga likheter till debutalbumet med sitt minimalistiska sound och det faktum att albumet spelades in live i en liten musiklokal (Stove's i Yokohama). Falzarano lämnade bandet 2002 för att ge ut ett eget soloalbum, The King James Sessions. 
Som tidigare medlemmar i Jefferson Airplane blev Kaukonen och Casady medlemmar i Rock and Roll Hall of Fame 1996.

## Bandnamnet
Bandnamnet Hot Tuna kommer från en skojare som skrek ut "hot tuna" efter att ha hört låtraden "What's that smell like fish, oh baby" från Blind Boy Fullers låt "Keep on Truckin'". Kaukonen bestämde sig för att det var ett bra bandnamn och har hållit sig till det sen dess. Innan debutalbumet kunde namnet ses på textbilagan till Jefferson Airplanes album Volunteers (1969). Bandets trognaste fans kallar dem ofta högljutt "Hot Fucking Tuna" och även Jefferson Airplanes sångerska Grace Slick, som anslöt sig till de två på scen för framförandet av "Third Week in the Chelsea" under Jefferson Airplanes återföreningsturné 1989, presenterade paret med den sistnämnda versionen av deras bandnamn.

## Medlemmar
Nuvarande medlemmar
- Jack Casady – basgitarr (1969–1977, 1983, 1986– )
- Jorma Kaukonen – sologitarr, sång (1969–1977, 1983, 1986– )

Tidigare medlemmar
- Paul Kantner – gitarr (1969, 1987–1988; död 2016)
- Will Scarlett – munspel (1969–1971)
- Marty Balin – sång (1969–1970; död 2018)
- Joey Covington – trummor (1969–1970; död 2013)
- Paul Ziegler – gitarr (1970)
- Papa John Creach – violin (1970–1973; död 1994)
- Sammy Piazza – trummor (1970–1974)
- Bob Steeler – trummor (1974–1978)
- Greg Douglass – gitarr (1975)
- Nick Buck – keyboard (1977)
- Michael Falzarano – gitarr (1984–2002)
- Shigemi Komiyama – trummor (1984–1985)
- Harvey Sorgen – trummor (1985–2004)
- Peter Kaukonen – gitarr (1989–1990)
- Pete Sears – keyboard (1992–2001)
- Barry Mitterhoff – mandolin (2002–2014)
- Eric Diaz – trummor (2004–2009)
- Skoota Warner – trummor (2009–2014)

Bidragande musiker (studio/live)
- Will Scarlett – munspel (1969–1971)
- Nick Buck – keyboard (1976–1978)
- Jim Lauderdale – rytmgitarr (2011)
- Charlie Musselwhite – munspel (2011)
- David Bromberg – rytmgitarr (2011)
- Steve Kimock – rytmgitarr (2011)
- G. E. Smith – rytmgitarr (2011)
- Robert McCrimlisk – mandolin (2014– )
- Christopher McGrath – banjo (2014– )

## Diskografi
- Hot Tuna (1970)
- First Pull Up, Then Pull Down (1971)
- Burgers (1972)
- The Phosphorescent Rat (1973)
- Quah (1974) (av Jorma Kaukonen med Tom Hobson, producerat av Jack Casady)
- America's Choice (1975)
- Yellow Fever (1975)
- Hoppkorv (1976) The name comes from a visit JK made to Finland, the home of his ancestors.  JK stands in line to a hot dog stand, when a finnish guy (maybe a little drunk) drops the hot dog on the ground.  He swears in finnish/swedish and exclaims something like "bloody HOPPKORV", which means "#&% jumping hot dog".
- Double Dose (1978)
- The Last Interview? (1978)
- Final Vinyl (1979)
- Splashdown (1984)
- Historic Live Tuna (1985)
- Pair a Dice Found (1990)
- Live at Sweetwater (1992)
- Live at Sweetwater Two (1993)
- Trimmed & Burning (1995) (UK release)
- In a Can (1996 samling av Hot Tuna, First Pull Up Then Pull Down, Burgers, America's Choice and Hoppkorv)
- Classic Hot Tuna Acoustic (1996)
- Classic Hot Tuna Electric (1996)
- Splashdown Two (1997)
- Live in Japan (1997)
- The Best of Hot Tuna (1998)
- And Furthurmore... (1999)